# Waldo (Flórida)
Waldo é uma cidade localizada no estado americano da Flórida, no condado de Alachua. Foi incorporada em 1907.

## Geografia
Waldo está localizada em 29°47′23″N 82°10′15″W (29.789831, -82.170881).
De acordo com o United States Census Bureau, a cidade tem uma área de 5,6 km², onde 5,5 km² estão cobertos por terra e 0,05 km² por água.

### Localidades na vizinhança
O diagrama seguinte representa as localidades num raio de 24 km ao redor de Waldo.

## Demografia
Segundo o censo nacional de 2010, a sua população é de 1 015 habitantes e sua densidade populacional é de 182,3 hab/km². Possui 489 residências, que resulta em uma densidade de 87,8 residências/km²}}.